# Scud

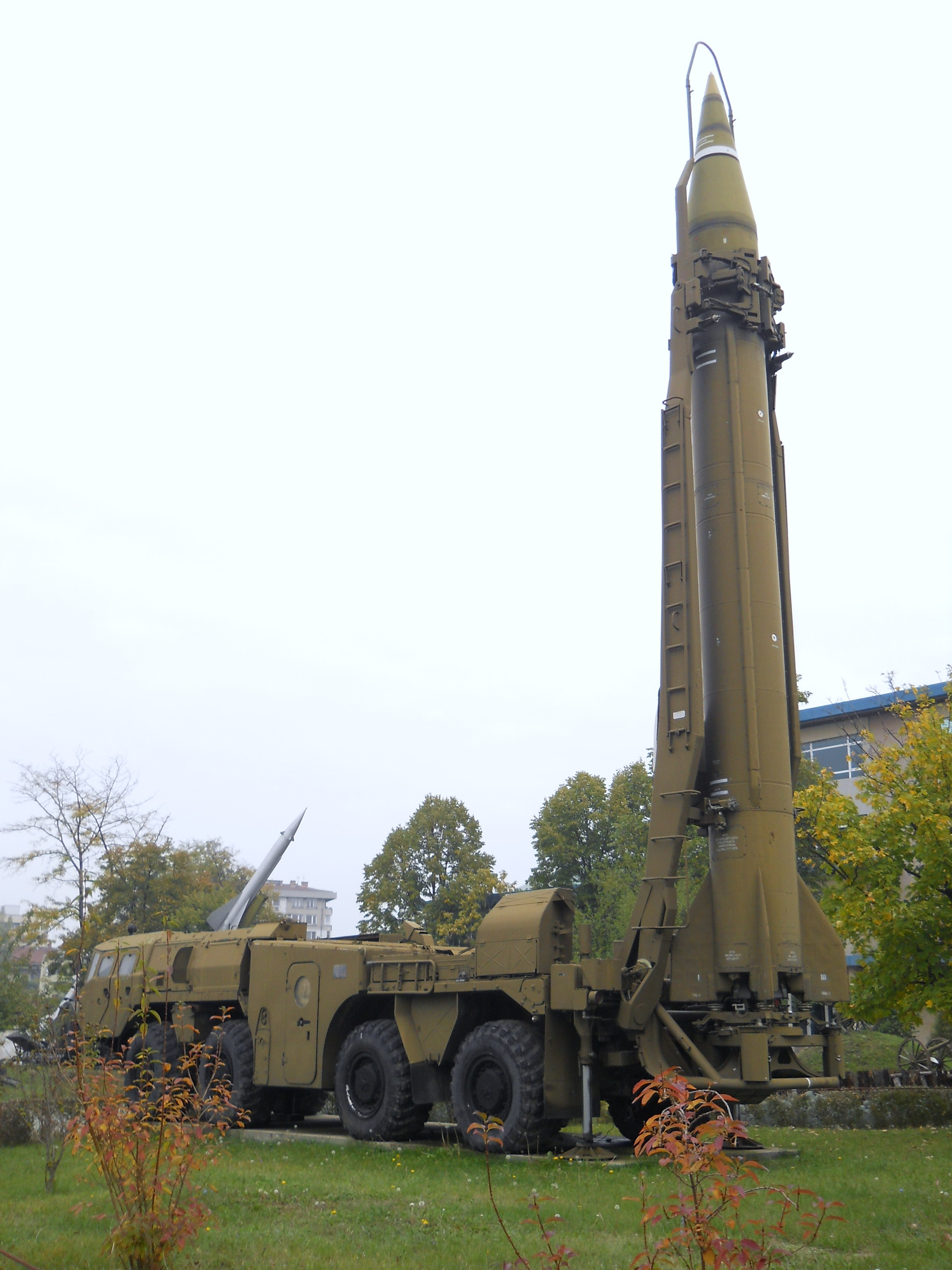
Scud-lanceerinstallatie in een militair museum in Bulgarije

De Scud (Russisch: Р-11/Р-11М; R-11/R-11M; de R staat voor Raketa) is een NAVO-codenaam voor een geleide middellange-afstandsraket van (Sovjet-)Russische makelij. Deze ballistische raket is een verbeterde versie van de Duitse V2. Ze konden van mobiele platforms worden gelanceerd. 

## Versies
Er zijn in totaal 4 typen Scudraketten door de Russen ontwikkeld: 
- de Scud-A (SS-1b, jaren 50)
- de Scud-B (SS-1c, 1965)
- de Scud-C (SS-1d, 1965)
- de Scud-D (SS-1e, jaren 80)

| NAVO-codenaam                 | Scud-A  | Scud-B  | Scud-C  | Scud-D  |
| ----------------------------- | ------- | ------- | ------- | ------- |
| Indienststelling              | 1957    | 1964    | 1965    | 1989    |
| Lengte                        | 10,70 m | 11,25 m | 11,25 m | 12,29 m |
| Diameter                      | 0,88 m  | 0,88 m  | 0,88 m  | 0,88 m  |
| Gewicht                       | 4400 kg | 5900 kg | 6400 kg | 6500 kg |
| Bereik                        | 180 km  | 300 km  | 600 km  | 300 km  |
| Draaglast                     | 950 kg  | 985 kg  | 600 kg  | 985 kg  |
| Treffingsnauwkeurigheid (CEP) | 3000 m  | 450 m   | 700 m   | 50 m    |

De raketkoppen konden conventionele explosieven bevatten, maar ook nucleaire, chemische of biologische wapens. Ze konden 770-1000 kg aan (explosieve) lading vervoeren. Het bereik van de raket hing af van de lading. De Scud-A had een bereik van ongeveer 180 km, de Scud-B 300 km, de Scud-C 575-600 km, en voor de Scud-D was dit 300 km. De nauwkeurigheid verbeterde sterk gedurende de ontwikkelingen van de raket. Voor de Scud-A was dit nog 3 km, terwijl dit voor de Scud-D nog maar 50 m was.

## Inzet
De raketten werden door de legers van het Warschaupact aangeschaft, maar werden daarnaast ook door de Russen in de internationale wapenhandel verkocht. De Scud is aldus reeds in zes oorlogen gebruikt en behoort tot het wapenarsenaal van ten minste 17 landen. Noord-Korea produceert ze zelf. 

### Irak

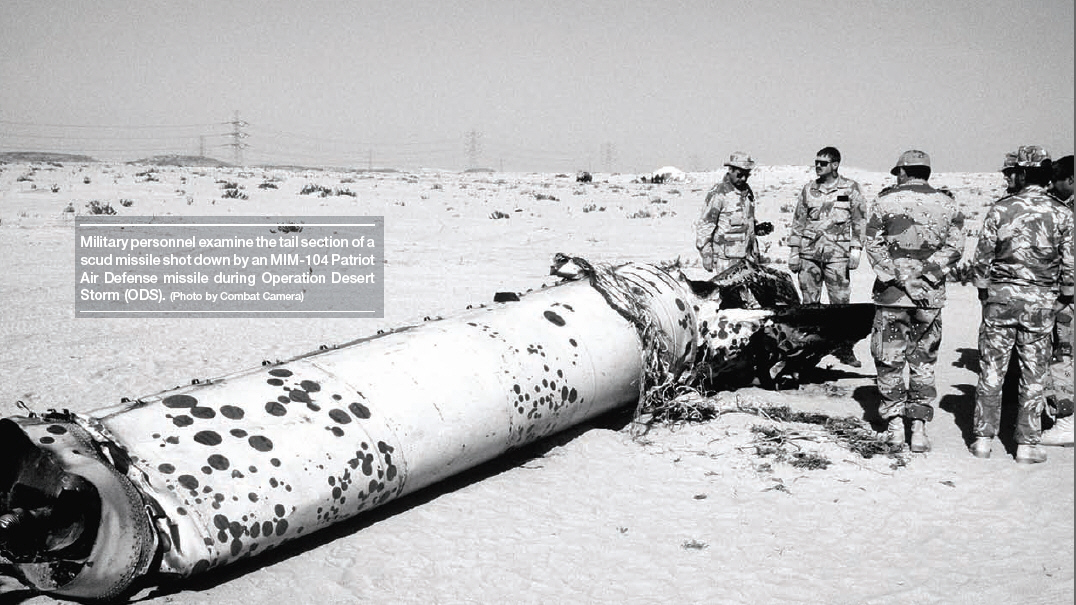
Een Scud neergehaald door een MIM-104 Patriotraket tijdens Operatie Desert Storm 1991.

In de jaren 1970 en 1980 vergrootte Irak zijn wapenarsenaal en kocht daarvoor een paar honderd Scud-B raketten van de Sovjet-Unie. Het bereik ervan was 300 km en dus onvoldoende om Israël of Teheran te treffen. Iraakse technici vergrootten daarom de brandstoftank ten koste van de explosieve lading. De raketten kregen daardoor een bereik van 600-700 km, maar de lading was niet meer dan 160 kg. Ook was de baan van de raket zodanig dat hij door wrijving deels verbrandde en uit elkaar viel. Hij bereikte namelijk op de top van zijn paraboolbaan de ruimte en was daar niet op berekend. Ook was de raket hierdoor niet meer geschikt voor het vervoer van chemische en biologische wapens omdat de gifstoffen denatureren in de hitte die zich tijdens de vlucht ontwikkelt.
De nauwkeurigheid, die bij de oude Scud-types al te wensen overliet, was hierdoor nog minder. Dit deed er echter weinig toe: het vernielingseffect van de raket was grotendeels psychologisch bedoeld. In Irak werd de raket naar Saddam Hoessein genoemd (Al-Hoessein). Deze Scud-raketten werden in de Golfoorlog van 1990 en 1991 op Israël en Saoedi-Arabië afgevuurd. De meerderheid trof Israël, met name Tel Aviv. Scuds zijn door Irak tussen 1980 en 1988 ook gebruikt in oorlog tegen Iran. Het is onbekend hoeveel er op Iran afgeschoten zijn.